# Négyzet alakú zászlók képtára
Ez a galéria négyzet alakú és kockát vagy négyzetet ábrázoló zászlók képtára.

## Négyzet alakú zászlók

NATO jelzőzászló 0
NATO jelzőzászló 1
NATO jelzőzászló 2
NATO jelzőzászló 3
NATO jelzőzászló 4
NATO jelzőzászló 5
NATO jelzőzászló 6
NATO jelzőzászló 7
NATO jelzőzászló 8
NATO jelzőzászló 9
Aargau
Appenzell Ausserrhoden
Appenzell Innerrhoden
Argentin tengerészeti orr-árboc zászló
Basel-Landschaft
Basel-Stadt
Bern
ICS zászló charlie
Amerikai Konfederációs hadi zászló
ICS zászló delta
NATO jelző zászló division
ICS zászló echo
ICS zászló foxtrot
Fribourg
Genf
Glarus
ICS zászló golf
Graubünden
Görög tengerészeti orr-árboc zászló
ICS zászló hotel
ICS zászló india
Olaszország elnökének zászlaja
Jura
ICS zászló juliet
ICS zászló kilo
ICS zászló lima
Luzern
Máltai tengerészeti orr-árbóc zászló
ICS zászló mike
Neuchâtel
Nidwalden
ICS zászló november
Obwalden
ICS zászló oscar
ICS zászló papa
NATO jelzőzászló port
ICS zászló quebec
Román tengerészeti orr-árbóc zászló
ICS zászló romeo
Oroszország elnökének zászlaja
St. Gallen
Schaffhausen
Schwyz
ICS zászló sierra
Solothurn
NATO jelzőzászló squadron
Svájc zászlaja
ICS zászló tango
Ticino
Thurgau
ICS zászló uniform
Uri
Wallis/Valais
Vatikán zászlaja
Vaud
ICS zászló victor
ICS zászló whiskey
Wiphala
ICS zászló x-ray
ICS zászló yankee
Zug
ICS zászló zulu
Zürich

## Négyzetet ábrázoló zászlók

Argentin tengerészeti orr-árbóc zászló
Olaszország elnöki zászlaja
Máltai tengerészeti orr-árbóc zászló
ICS zászló papa
ICS zászló sierra
NATO jelzőzászló squadron
Wiphala
ICS zászló whiskey

### Kanadaiterületek

Kanada zászlaja
Északnyugati területek zászlaja, Kanada

### Kockás

A kockás zászló (autóverseny)
ICS zászló lima
NATO jelzőzászló emergency
NATO jelzőzászló negative
ICS zászló november
ICS zászló uniform